# Лондонская и Западно-Европейская епархия
Ло́ндонская и За́падно-Европе́йская епа́рхия (англ. Diocese of Great Britain and Western Europe, фр. Diocèse de Grande-Bretagne et d’Europe occidentale) — епархия Русской православной церкви заграницей, объединяющая приходы на территории Великобритании, Бельгии, Ирландии, Испании, Италии, Люксембурга, Нидерландов, Португалии, Франции и Швейцарии. Существует параллельно с иными территориальными структурами Московского патриархата: епархиями Московского патриархата прямого подчинения Священному Синоду РПЦ, Патриаршему экзархату в Западной Европе, Архиепископии западноевропейских приходов русской традиции.
Возникла в результате разрыва архиепископа Евлогия (Георгиевского), бывшего Житомирского и Волынского, с Архиерейским Синодом РПЦЗ в 1926 году; в результате 8 сентября 1927 года решением Архиерейского Синода РПЦЗ была учреждена Западно-Европейская епархия; 9 сентября того же года её управляющим был назначен бывший викарий митрополита Евлогия архиепископ Серафим (Лукьянов) с местопребыванием кафедры в Париже.

## История
Первым (независимым от Петроградского митрополита) «управляющим русскими церквами в Западной Европе» был эмигрировавший из России в конце января 1920 года архиепископ Евлогий (Георгиевский), назначенный на эту должность 15 октября 1920 года указом Временного Высшего Церковного Управления на Юго-Востоке России (под руководством митрополита Антония (Храповицкого)), находившегося в то время в Симферополе, в ставке генерала Деникина; назначение впоследствии (8 апреля 1921 года) было подтверждено постановлением Патриархии в Москве.
По роспуске ВВЦУЗ в 1922 году, вместо него был организован Архиерейский Синод Русской православной церкви заграницей, в юрисдикции которого на Архиерейском Соборе 19 мая (1 июня) 1923 года был учреждён Западно-Европейский автономный округ во главе с митрополитом Евлогием.
После отхода Евлогия от Заграничного Синода в 1926 году, небольшая группа приходов, сохранивших верность РПЦЗ, была возглавлена архиепископом Серафимом (Лукьяновым), переехавшим из Лондона в Париж. Первоначально епархия РПЦЗ состояла из 5—6 приходов; в рамках епархии шла постройка новых храмов, организация приходов, были созданы викарные кафедры в Лондоне (1929), Вене (1931, в 1938 году переподчинённая Берлинской), Каннах (25.09.1936).
В 1934 году епархия была разделена на 4 благочиния, а определением Архиерейского Собора 29 августа 1938 года вновь преобразована в митрополичий округ, к концу 1939 года насчитывавший три самостоятельные епархии — собственно митрополичью Западно-Европейскую (с незамещённым викариатством в Лондоне), Каннскую и формирующуюся Брюссельскую.
В конце Второй мировой войны в подчинение Московскому Патриархату перешёл находившийся до того в юрисдикции Константинопольского Патриархата митрополит Евлогий, а также, с 31 августа 1945 года, и митрополит Западноевропейский Серафим (Лукьянов) с большинством подчинённых ему приходов.
Епархия после этого была по сути воссоздана с нуля группой эмигрантов во главе со священником Александром Трубниковым, который всё что имел: жильё, заработки, время отдал в распоряжение епархиального управления. Для приходов, не последовавших за последним и оставшихся в юрисдикции Русской Зарубежной Церкви, 10 марта 1946 года во епископа Брюссельского и Западно-Европейского был рукоположён Нафанаил (Львов); Западно-Европейский митрополичий округ РПЦЗ был преобразован в епархию. По словам архиепископа Иоанна (Максимовича), «Епархия была сохранена и возстановлена благодаря неутомимой энергии Епископа Нафанаила, который всюду разъезжал, имея помощником лишь одного Александра Трубникова».
В 1950 году на кафедру был назначен, а в 1951 году прибыл архиепископ Иоанн (Максимович). Согласно его словам, высказанным на архиерейском соборе 1953 года, положение в епархии оставалось сложным: «Вся жизнь в Европе проходит под законом стремления уехать оттуда куда-нибудь подальше <…> не только у русских, но и у местных жителей <…> Епархия бедна, не имея школ <…> имеется очень ценный и большой духовный центр, который привлекает к себе всех, независимо от юрисдикций. Это Леснинский монастырь, имеющий чудотворную икону и около 40 сестёр <…> Вторая ценность, — Корпус-Лицей имени Императора Николая II, ставящий себе целью воспитание русских юношей в православном и национальном духе. Там помещается <…> наше Епархиальное управление. Имеется маленькая домовая церковь. Туда постоянно приезжают люди, так что Корпус сделался своего рода духовным центром. В других местах интенсивной духовной жизни нет. Большим лишением является отсутствие нашего храма в Париже. Есть только маленький храм в Медоне, предместье Парижа <…> В Бельгии население отличается ревностью <…> В Брюсселе храм — памятник Царю Мученику с ежедневными богослужениями. <…> В Западно-Европейской епархии это наиболее церковный приход.».
Во время пребывания на Западно-Европейской кафедре святителя Иоанна (Максимовича) (1951—1963) было много сделано для укрепления здесь Православия и распространения его среди народов Европы. Им был начат процесс восстановления почитания Православной Церковью древних западных святых, принята в РПЦЗ Французская кафолическая православная церковь (ECOF), основана Голландская православная миссия, которым он содействовал в подготовке местных священнослужителей, издании богослужебной литературы на французском и голландском языках.
В 1974 году на основе португальских миссионерских общин, созданных архимандритом Иоанном (де Рошем), был создан Португальский экзархат, однако с уходом архимандрита Иоанна в раскол в 1978 году, экзархат был упразднён. В 1986 году из епархии вышла Французская миссия («Православная Церковь Франции») во главе с архимандритом Амвросием (Фонтрие).
В течение послевоенной истории для епархии назначались викарные епископы с титулами Престонский, Женевский, Брюссельский, Гаагский, Леснинский и Вевейский.
Кафедральным городом епархии в разное время являлись Париж, Брюссель, Женева и, на данный момент, Лондон. Первым епископом Женевским стал Леонтий (Бартошевич), хиротонисанный в качестве викария епархии 24 сентября 1950 года, а первым правящим архипастырем Западно-Европейской епархии Русской Православной Церкви заграницей с титулом «Женевского» — его брат, архиепископ Антоний (Бартошевич), в 1963 году.
10 октября 2007 года указом епископа Михаила (Донскова) был создан Информационный центр Западно-Европейской епархии.
Архиерейский Синод РПЦЗ на заседании, прошедшем с 27 по 29 июня 2019 года, по докладу епископа Ричмондского и Западно-Европейского Иринея постановил объединить Великобританскую и Западно-Европейскую епархии под омофором правящего архиерея с титулом «епископ Лондонский и Западно-Европейский».

## Изменение названия
- Западно-Европейский митрополичий округ (1923—8.09.1927, 29.08.1938—1946)
- Западно-Европейская епархия (8.09.1927—29.08.1938)
- Брюссельская и Западно-Европейская епархия
- Женевская и Западно-Европейская епархия
- Лондонская и Западно-Европейская епархия

## Епископы
- 15 октября 1920 — 26 января 1927 — Евлогий (Георгиевский)
- 26 января 1927 — 31 августа 1945 — Серафим (Лукьянов) в/y, до 8 сентября 1927 года
- 10 марта 1946 — 27 ноября 1950 — Нафанаил (Львов)
- 27 ноября 1950 — 14 августа 1963 — Иоанн (Максимович)
- 12 ноября 1963 — 7 сентября 1993 — Антоний (Бартошевич)
- 3 ноября 1993 — 17 октября 2000 — Серафим (Дулгов) до 1995 — еп. Леснинский, в/у
- 17 октября 2000 — 21 мая 2006 — Амвросий (Кантакузен)
- 21 мая 2006 — 2 декабря 2017 — Михаил (Донсков)
  - 28 сентября 2017 года — 2 октября 2017 года — протоиерей Павел Цветков , администратор епархии[8]
- 2 октября 2017 — 20 сентября 2018 — Иларион (Капрал), митр. Восточно-Американский и Нью-Йоркский, временно управляющий[9]
- с 20 сентября 2018 года — Ириней (Стинберг)[10]

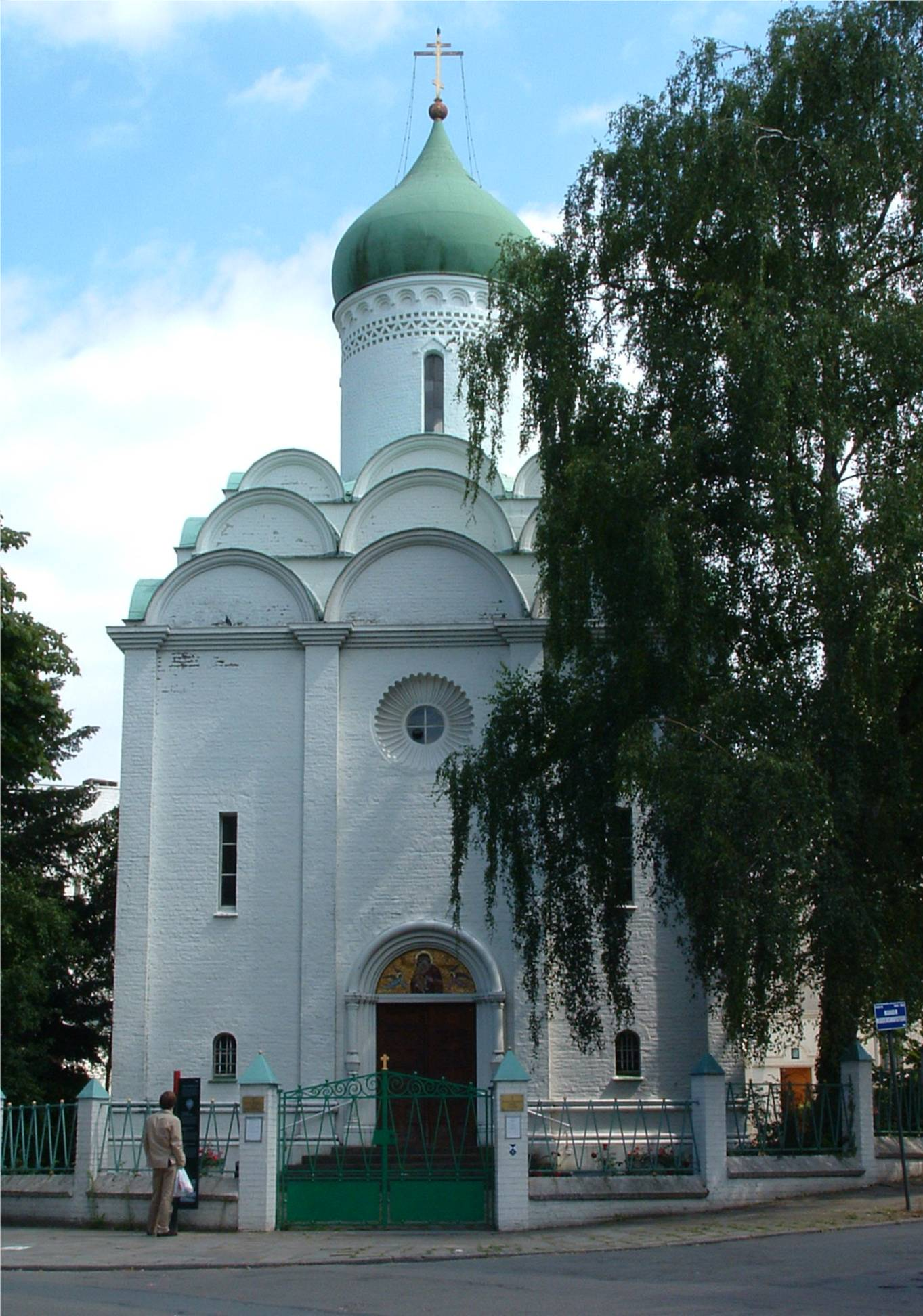
Храм-памятник святого Иова Многострадального в Уккеле

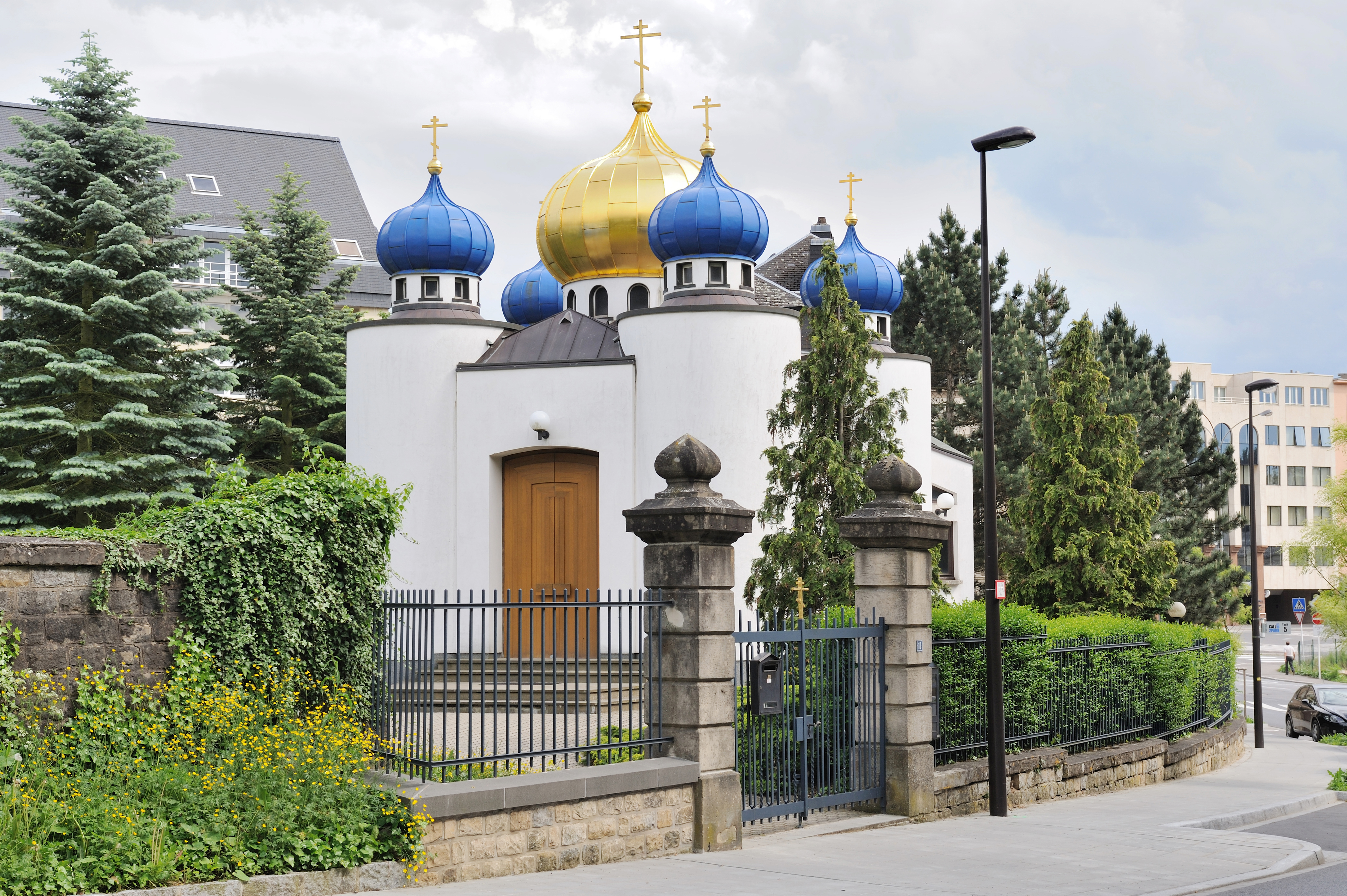
Церковь святых Петра и Павла в Люксембурге

## Храмы и приходы
Англия, Уэльс, Северная Ирландия, Республика Ирландия
- Собор Успения Пресвятой Богородицы и Святых Царственных Мучеников в Чизике (Западный Лондон)
- Храм Святого Иоанна Чудотворца (Колчестр, Англия)
- Скорбященский приход (Меттингем, Англия)
- Александро-Невский приход (Норидж, Англия)
- Свято-Елизаветинский приход (Уоллэси, Англия)
- Миссионерский приход святого Чада Личфилдского (Телфорд, Англия)
- Миссионерское сообщество (Эшфорт, Англия)
- Миссионерское сообщество (Бери-Сент-Эдмундс, Англия)
- миссионерский приход святого князя Владимира (Челтнем, Англия)
- Монастырская часовня Святого Пантелеймона (Клэктон-он-Си)
- Миссия святого Николая (Ливерпуль)
- Часовня Живоносного Источника (Уолсингем)
- Приход Казанской иконы Божией Матери (Кардифф, Уэльс)
- Колмановская церковь в километре от Страдбалли, Лиишь, Ирландия
- Приход святого Иоанна Шанхайского (Белфаст, Северная Ирландия)

Швейцария
- Крестовоздвиженский кафедральный собор (Женева)
- Церковь святителя Николая[пол.] (Базель)
- Свято-Троицкая церковь (Берн)
- Церковь святой великомученицы Варвары (Веве)
- Церковь Рождества Христова (Лозанна) закрыт по требованию владельцев здания
- Домовая церковь великомученика Пантелеймона[пол.] (Лейзен)
- Покровская церковь[пол.] (Цюрих)

Франция
- Община Всех Святых (Анси)
- Церковь святого Иоанна Русского, исповедника[пол.] (Лион)
- Церковь святого Николая Чудотворца (Лион) храм находится в ведении неканонической РПЦЗ(А)
- Церковь святого великомученика Георгия Победоносца[пол.] (Марсель)
- Церковь иконы Божией Матери «Всех скорбящих Радости» + скорбященская часовня (Ментона)
- Церковь Воскресения Христова (Мёдон)
- Церковь святого благоверного князя Александра Невского (По)
- Приход святителя Иоанну Максимовича (По)[11]
- Церковь святых апостолов Петра и Павла (Виши)

Бельгия, Нидерланды, Люксембург
- Храм святого праведного Иова Многострадального, в память святого Царя-Мученика Николая II, Царской Семьи и всех в смуте убиенных (Брюссель)
- Церковь Воскресения Христова[пол.] (Брюссель)
- Церковь святых апостолов Петра и Павла (Люксембург)
- Церковь преподобной Марии Египетской[пол.] (Амстердам)
- Покровский приход (Арнем)[12]
- Миссия (Мастрихт)

Испания и Португалия
- Приход Симеона Нового Богослова и Иннокентия Московского (Аликанте, Испания)
- Миссия преподобного Серафима и святого Викентия (Эльче, Испания)
- Община Покрова Пресвятой Богородицы[пол.] (Лиссабон, Португалия)

Италия
- Церковь Рождества Христова и Николая Чудотворца (Флоренция)
- Храм Христа Спасителя, Великомученицы Екатерины и преподобного Серафима Саровского (Сан-Ремо)
- Приход святых апостолов Петра и Павла (Рим)
- Храм святого Николая Мир Ликийских чудотворца и церковь святого Спиридона Тримифунтского чудотворца — Подворье Западно-Европейской епархии (Бари)